# Amiota alboguttata
Amiota alboguttata – gatunek muchówki z rodziny wywilżnowatych i podrodziny Steganinae.
Gatunek ten opisany został w 1836 roku przez Petera Fredrika Wahlberga jako Drosophila alboguttata.
Muchówka o ciele długości od 1,5 do 3 mm. Głowę jej charakteryzuje słabo rozwinięta listewka twarzowa. Arista czułka ma wierzch owłosiony pierzasto, a spód owłosiony krótko. Tułów jest czarny, lustrzanie połyskujący, z dużymi, białymi plamami na guzach barkowych i szwach między mezopleurami a pteropleurami. Skrzydła cechują się żyłką subkostalną bez sierpowatego zakrzywienia za żyłką barkową oraz tylną komórką bazalną odseparowaną od komórki dyskoidalnej. Ubarwienie odnóży jest żółte. Odwłok ma kolor błyszcząco czarny.
Owad znany z Hiszpanii, Andory, Wielkiej Brytanii, Francji, Belgii, Holandii, Niemiec, Danii, Szwecji, Norwegii, Finlandii, Szwajcarii, Austrii, Włoch, Polski, Czech, Słowacji, Węgier, Rumunii i europejskiej części Rosji.